# هربرت فيليبس
هربرت فيليبس (بالإنجليزية: Herbert Phillips)‏ هو منافس ألعاب قوى جنوب أفريقي، ولد في 20 يونيو 1883، وتوفي في 5 أغسطس 1977.

## وصلات خارجية
- هربرت فيليبس على موقع أوليمبيديا (الإنجليزية)